# میپل ریج
میپل ریج (به انگلیسی: Maple Ridge) شهری در بریتیش کلمبیای کانادا است که در بخش شمال شرقی ونکوور بزرگ بین رودخانه فریزر و کوه‌های موسوم به قله‌های گوش طلایی و گروهی از کوه‌های جنوبی از محدوده گاریبالدی واقع است.
در سال ۲۰۱۶ جمعیت میپل ریج ۸۲٫۲۵۶ نفر بوده است.
مرکز شهر میپل ریج به هانی معروف است.